# María Guðmundsdóttir (Schauspielerin)
María Guðmundsdóttir (* 9. November 1935 in Reykjavík; † 14. Dezember 2021 ebenda) war eine isländische Schauspielerin.

## Biografie
María wurde am 9. November 1935 in Reykjavík geboren und arbeitete eine Zeit lang als Krankenschwester. Sie begann im Alter von 60 Jahren mit der Schauspielerei. Ihr Debüt gab sie 1997 in dem Film Perlur og svín. Danach spielte sie 1999 in Ungfrúin góða og húsið mit. Anschließend bekam sie 2002 eine Rolle in der Fernsehserie Konfekt. Außerdem wurde sie 2008 für den Film Heiðin gecastet.
Von 2010 bis 2012 trat sie in Steindinn okkar auf. Zwischen 2017 und 2018 setzte sie ihre Karriere in Steypustöðin fort. 2019 war sie in Áramótaskaup zu sehen. Sie starb am 14. Dezember 2021 im Alter von 86 Jahren.

## Filmografie
Filme
- 1997: Perlur og svín
- 1999: Ungfrúin góða og húsið
- 2002: Stella í framboði
- 2008: Heiðin
- 2014: Dead Snow: Red vs. Dead (Død Snø 2)

Serien
- 2001: Konfekt
- 2010–2012: Steindinn okkar
- 2011: Næturvaktin
- 2017–2018: Steypustöðin
- 2019: Áramótaskaup